# بقعة عمياء (مركبة)
البقعة العمياء للمركبة هي المنطقة المحيطة بالمركبة والتي لا يمكن للسائق ملاحظتها مباشرة. توجد البقعة العمياء في العديد من المركبات مثل : السيارات، الشاحنات، القوارب، الطائرات.

سائق السيارة الزرقاء يستطيع أن يرى السيارة الخضراء من خلال المرايا، ولكن لا يمكنه رؤية السيارة الحمراء إلا إذا أدار رأسه قليلا حيث أنها تقع في البقعة العمياء

## البقعة العمياء للسيارة
هي المنطقة من الطريق التي لا يمكن للسائق رؤيتها عند النظر للامام أو من خلال المرآة الخلفية أو المرايا الجانبية. من أشهر البقع العمياء لسائق السيارة هي المنطقة المقابلة لمؤخرة السيارة على الجانبين. إذا وقعت سيارة في مجال البقع العمياء لسائق فإنه لن يستطيع رؤيتها بمجرد النظر للمرآة ولكن ينبغي عليه لرؤيتها فعل إحدى الطرق التالية :
- تحريك رأسه للخلف قليلا.
- تحريك المرايا الخلفية والجانبية بحيث يقل التداخل بينهما والحصول على مساحة أكبر من الرؤية بواسطة المرايا.

## البقعة العمياء للقارب

البقعة العمياء للسفينة (باللون الأحمر)

توجد البقعة العمياء أمام القارب، وقد يصل طولها لمئات الأمتار امام السفن الكبيرة. يتم التغلب عليها باستخدام كاميرات توضع امام السفينة.